# Stade Sébastien Charléty
O Stade Sébastien Charléty é um estádio localizado em Paris, França, possui capacidade total para 20.000 pessoas, é a casa do time de futebol Paris FC. Foi inaugurado em 1939, passando por reformas em 1994. O estádio recebeu o beisebol nos Jogos Olímpicos de Verão de 2024.